# Blackwater (Game of Thrones)
"Blackwater" é o nono episódio da segunda temporada da série de fantasia medieval Game of Thrones. Foi escrito por George R. R. Martin, autor da série de romances As Crônicas de Gelo e Fogo nos quais o programa é baseado, e dirigido por Neil Marshall. O episódio foi transmitido pela primeira vez nos Estados Unidos na noite de 27 de maio de 2012 pelo canal de televisão HBO. Todo enredo concentra-se na Batalha da Baía da Água Negra, onde o exército Lannister defende a cidade de Porto Real do ataque realizado pela frota de Stannis Baratheon.
A HBO concedeu aos produtores David Benioff e D. B. Weiss um aumento no orçamento para que pudessem mostrar a batalha em maiores detalhes. Antes do início das filmagens, o diretor original de "Blackwater" teve de sair e Marshall foi uma substituição de última hora por seus trabalhos nos filmes Centurion e Dog Soldiers. Apesar de uma queda na audiência em relação às semanas anteriores, o episódio foi muito bem recebido pela crítica e venceu dois Primetime Emmy Awards.

## Enredo
Sor Davos Seaworth lidera a frota de Stannis Baratheon para a Baía da Água Negra. Antes da chegada deles, Tyrion Lannister discute com sua amante Shae a possível derrota Lannister. O Grande Meistre Pycelle entrega a Rainha Regente Cersei Lannister um frasco de veneno, já que ela acredita que se Stannis sair vitorioso ele irá matar todos os membros de sua família. Do lado de fora da Fortaleza Vermelha, o mercenário Bronn bebe e canta com os soldados, mas o ambiente fica pesado com a chegada de Sandor "Cão de Caça" Clegane. Bronn e Cão de Caça quase iniciam uma briga, mas são interrompidos pelos sinos anunciando a chegada da frota de Stannis. Lorde Varys leva a Tyrion um mapa dos túneis subterrâneos de Porto Real. O Rei Joffrey Baratheon jubilantemente lidera suas forças para fora da Fortaleza Vermelha, ordenando que Sansa Stark, sua prometida, beije sua nova espada de forma humilhante. Sansa, junto com as outras senhoras nobres, junta-se a rainha na Fortaleza de Maegor, uma fortificação dentro do castelo, sob a vigilância de Sor Ilyn Payne. Depois de ficar bêbada, Cersei atormenta Sansa sobre sua inocência e a perspectiva de serem estupradas.
Enquanto a frota de Stannis entra na baía, eles são confrontados por um único navio, aparentemente abandonado. Davos percebe tarde demais que tudo é uma armadilha; o navio está abarrotado de fogovivo, um poderoso explosivo químico, que é detonado em frente de sua frota. Vários navios são destruídos e muitos de seus homens mortos na explosão. Stannis ordena que o restante de sua força desembarque na praia em pequenos botes para atacar o Portão da Lama. Tyrion ordena que Cão de Caça lidere o contra-ataque. Sor Lancel Lannister é ferido no combate corpo a corpo e foge para a Fortaleza de Maegor, enquanto Cão de Caça deserta após ver um homem em chamas correndo em sua direção. O próprio Stannis vai para a batalha junto com seus homens, sendo o primeiro a subir as escadas e invadir as muralhas de Porto Real. Suas forças começam a pressionar o Portão da Lama com um aríete. Ao mesmo tempo, Cersei quase descobre a verdadeira história de Shae e Sansa compreende a real função de Ilyn Payne na fortaleza: matar todos se a cidade for tomada.
Lancel chega em Maegor e informa a Cersei que Stannis está nos portões. Ela ordena que ele tire Joffrey da batalha e leve o rei de volta para a Fortaleza Vermelha. Joffrey concorda e foge, deixando Sor Mandon Moore para representá-lo. A moral das tropas Lannister despenca. Tyrion assume o comando e lidera os homens através de um túnel para o flanco do exército Baratheon. Lancel volta a Maegor e exige a volta do rei para a batalha, fazendo Cersei agredi-lo e ir embora junto com o Príncipe Tommen Baratheon. Sansa acalma as nobres assustadas e é convencida por Shae a fugir para seus aposentos, longe de Ilyn Payne. Lá, Sansa é surpreendida pela presença de Cão de Caça, que afirma estar deixando a cidade e rumando para o norte, possivelmente para Winterfell, oferecendo-se para levá-la junto. Ela recusa.
Tyrion e seus homens surpreendem os Baratheon, derrotando-os com facilidade. Logo, um grupo maior de soldados de Stannis chega. Tyrion é atacado durante o confronto e ferido seriamente por Mandon Moore, que por sua vez é morto por Podrick Payne, o escudeiro de Tyrion. Enquanto ele perde a consciência, o exército de Stannis é atacado por uma cavalaria liderada por Lorde Tywin Lannister e Sor Loras Tyrell. Stannis e suas frotas são repelidas. Na sala do trono, Cersei dá o frasco de veneno a Tommen, porém é interrompida por Tywin, que declara sua vitória na batalha.

## Produção

### Desenvolvimento

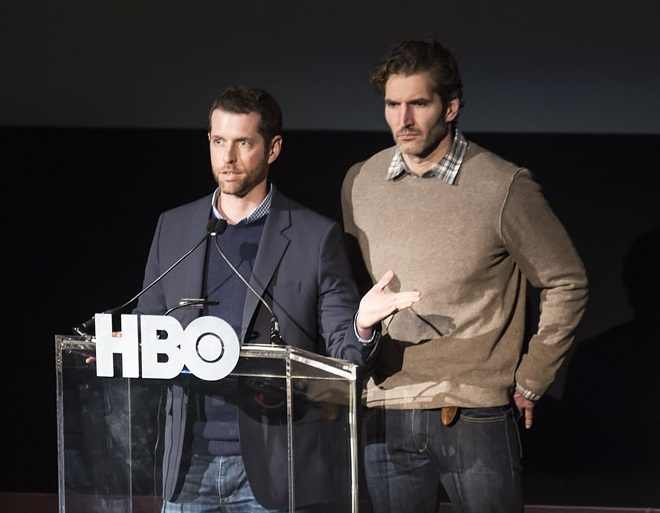
Weiss e Benioff convenceram a HBO a aprovar um aumento de orçamento para que pudessem produzir "Blackwater"

"Blackwater" é a primeira vez que Game of Thrones mostra uma batalha de grande escala. O confronto entre as tropas de Stannis Baratheon contra as de Joffrey em Porto Real foi construído durante toda a segunda temporada. Por motivos de orçamento, não havia sido possível mostrar a Batalha do Ramo Verde no episódio "Baelor" da primeira temporada. Da mesma forma, a Batalha da Baía da Água Negra ocorria fora de cena nos primeiros rascunhos deste episódio e o público acompanharia tudo pelo ponto de vista das personagens Cersei Lannister e Sansa Stark dentro da Fortaleza de Maegor. Os produtores executivos e criadores David Benioff e D. B. Weiss eventualmente convenceram a HBO a aprovar um considerável aumento do orçamento para que o confronto pudesse ser mostrado. Weiss, algum tempo depois, comentou que eles estariam a "matar" o clímax da temporada caso a batalha fosse cortada. Originalmente os produtores pediram por 2,5 milhões dólares apenas para a produção de "Blackwater", e a HBO acabou concordando em ceder por volta de dois milhões. Um episódio normal de Game of Thrones custa aproximadamente seis milhões de dólares, porém "Blackwater" custou oito milhões, um dos episódios mais caros já produzidos na televisão.
Ainda assim com um orçamento limitado, Benioff e Weiss decidiram não criar enormes e espetaculares cenas de guerra ao estilo da Batalha do Abismo de Helm no filme The Lord of the Rings: The Two Towers. Ao invés disso, eles queriam focar-se na perspectiva da infantaria, prejudicada pela névoa da guerra. Os dois também afirmaram que isso ajudaria o público a sentir uma empatia maior pelos personagens, que são bem mais familiares que aqueles em filmes de duas horas de duração. Benioff e Weiss também resistiram à ideia de colocar todo confronto em terra, algo que teria sido muito mais fácil de filmar, por acharem que a batalha naval era essencial para a narrativa.

### Roteiro

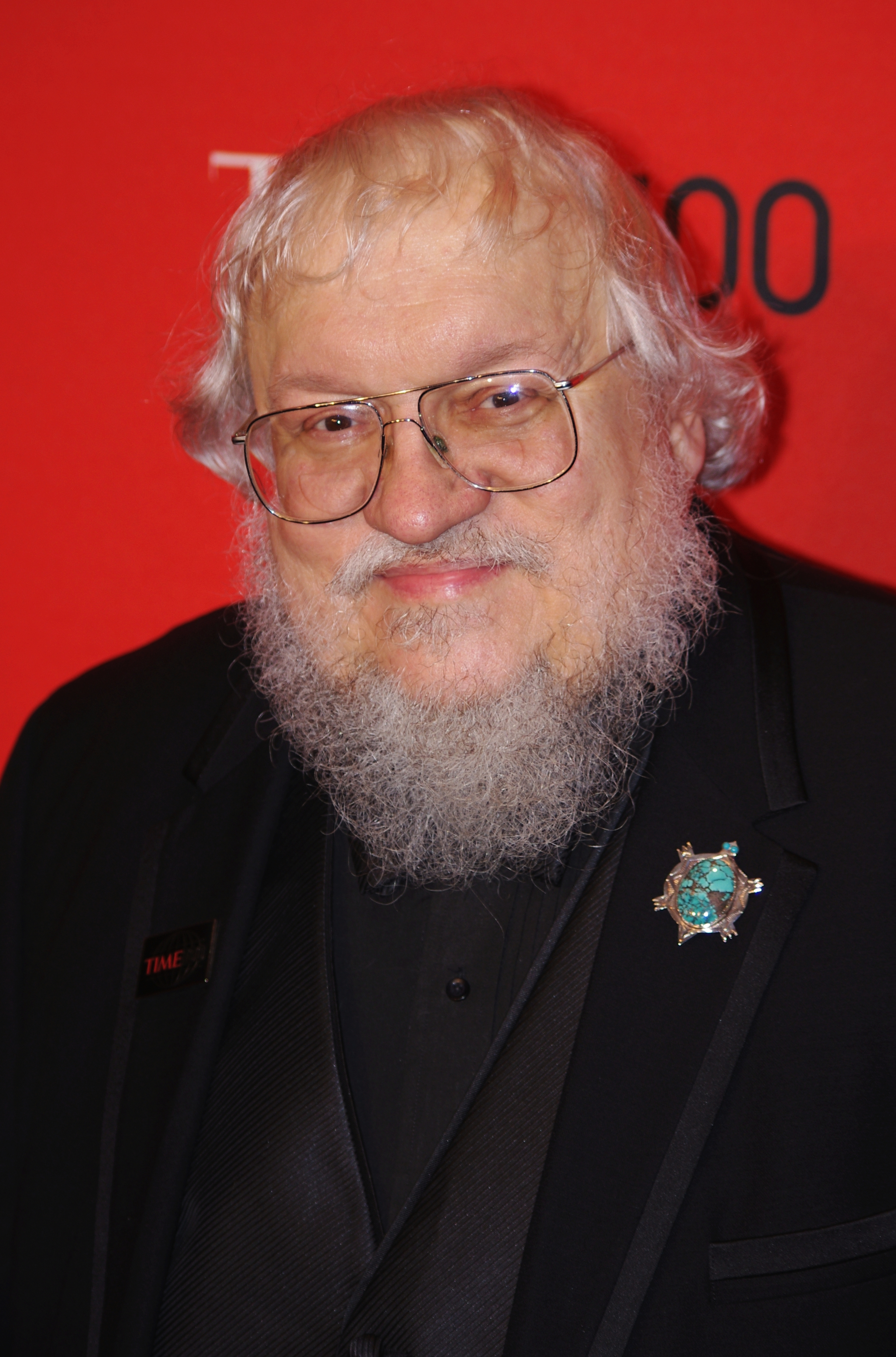
Martin escreveu o roteiro deste episódio

O episódio foi escrito por George R. R. Martin, autor da saga de romances As Crônicas de Gelo e Fogo, na qual a série é baseada. Para "Blackwater", os capítulos adaptados foram os de número 58 a 63 (Sansa V, Davos III, Tyrion XIII, Sansa VI, Tyrion XIV e Sansa VII) do livro A Clash of Kings. Martin afirmou que este episódio foi bem mais difícil de escrever que "The Pointy End", seu único roteiro escrito para a primeira temporada, muito por causa das limitações orçamentárias e o tamanho do confronto no romance. Martin comentou sua escolha como roteirista de "Blackwater": "[Benioff e Weiss] me deram o episódio mais difícil da temporada [...] Acho que foi a sutil vingança deles por criar um programa tão difícil de produzir". Um dos acontecimentos da batalha do livro que não pôde ser reproduzido na série foi a estratégia naval que Tyrion usa contra a frota de Stannis; ele manda forjar uma enorme corrente que prende os barcos dentro da baía, aumentando o caos. Uma semana após receberem o rascunho do roteiro, Benioff e Weiss pediram para Martin remover a corrente por causa do orçamento. Segundo Benioff, a cena final, onde Cersei quase envenena seu filho Tommen, foi inspirada na história de Magda Goebbels, que matou seus filhos antes de se suicidar.

### Filmagens
O diretor Neil Marshall conhecia Game of Thrones através dos trailers, e havia tentado sem sucesso conseguir a direção de algum episódio da série, dado sua experiência em filmes de ação e terror. O diretor original de "Blackwater" teve de sair da produção por causa de uma emergência pessoal por volta de uma semana antes do início das filmagens, com um substituto sendo necessitado com urgência. Benioff e Weiss escolheram Marshall baseando-se em seus trabalhos nos filmes Centurion e Dog Soldiers, onde o diretor criou elaboradas cenas de ação com um orçamento limitado. Martin gostou muito da escolha de Marshall, principalmente devido ao seu trabalho em The Descent, que o autor considera ser "o melhor filme de terror dos últimos vinte anos". Marshall começou as gravações depois de duas semanas de preparação, que incluíam assistir a todos os episódios da primeira temporada e ler os roteiros da segunda. Ele não quis assistir à Batalha do Abismo de Helm em The Two Towers porque, segundo o próprio, era "uma comparação óbvia". Porém, o diretor estudou filmes como The Vikings e Kingdom of Heaven.
Benioff e Weiss descreveram as filmagens como "basicamente um mês inteiro de gravações noturnas". Ao contrário do romance, a batalha se passa durante a noite porque, segundo Benioff, o departamento de efeitos visuais afirmou que iria facilitar a aplicação dos efeitos às imagens. A temperatura fria e o ambiente húmido de Belfast, Irlanda do Norte, foram muito desconfortáveis para os atores, figurantes e dublês; eles comentaram que a exaustão do combate mostrado em tela foi real, e que não foi necessário a criação de vento nem chuva cenográficas. "Blackwater" foi o episódio de Game of Thrones com maior número de planos com efeitos visuais/especiais. Benioff comentou o uso de efeitos, "Tentamos evitar computação gráfica excessiva no programa, porém com 'Blackwater' não havia alternativa". O departamento de efeitos especiais desenvolveu uma catapulta que atirava sacos de napalm verde para a explosão de fogo de artifício, porém, foi decidido recolorir o fogo normal para verde durante a pós-produção. Marshall adicionou por conta própria a maioria das cenas mais gráficas do episódio, muitas das quais não estavam descritas em detalhes no roteiro. Também foi construído um navio em tamanho real com dois convéses, baseado em embarcações do século XIV, para servir como a frota de Stannis, um enorme tanque d'água para as cenas dos homens em chamas após a explosão de fogovivo, além das muralhas de Porto Real em uma pedreira perto de Belfast.

### Música
A canção entoada pelos soldados Lannister antes da batalha e ouvida durante os créditos finais é "The Rains of Castamere", adaptada dos romances As Crônicas de Gelo e Fogo pelo compositor Ramin Djawadi. A versão dos créditos foi gravada pela banda norte-americana The National. De acordo com Benioff e Weiss, ao invés de apenas apresentar pedaços da canção espalhados em vários episódios, eles queriam uma "versão memorável e completa" da música, com o objetivo de terem um "encerramento memorável" para o episódio. Os produtores e Djawadi citaram várias de suas bandas favoritas como possíveis intérpretes de "The Rains of Castamere"; The National apenas recebeu a oportunidade depois da primeira opção, Florence + the Machine, ter sido obrigada a recusar por já estar comprometida com a música tema de um filme. Ela também apareceu alguns episódios antes, onde Tyrion pode ser ouvido assubiando a melodia.
Nos livros, a canção é sobre a vitória de Tywin Lannister contra os vassalos liderados pela Casa Reyne de Castamere, que rebelaram-se contra a Casa Lannister por volta de quarenta anos antes do início da história contada na série. A estrofe adaptada para a série de televisão conta a rebelião dos vassalos – "And who are you, the proud lord said / That I must bow so low?" (em português: "E quem é você, disse o altivo senhor  / pra que a vênia seja profunda?") – e a subsequente destruição da casa: "But now the rains weep o'er his hall / With no one there to hear" ("Mas agora a chuva chora no seu salão / e ninguém está lá pra ver").

## Transmissão e repercussão

### Audiência
"Blackwater" foi exibido pela primeira vez nos Estados Unidos em 27 de maio de 2012, domingo, às 21h00min pela HBO, atraindo um total de 3,38 milhões de telespectadores e um Nielsen Rating de 1,6 na faixa demográfica dos 18 aos 49 anos. Foi a segunda maior audiência da noite na teve a cabo norte-americana atrás da final de conferência da NBA. Em sua primeira reprise às 23h00min, ele foi assistido por 0,83 milhões de pessoas. Esses números representaram uma queda de 13% em relação ao episódio anterior, "The Prince of Winterfell". James Hibberd da Entertainment Weekly atribuiu a queda ao fato de "Blackwater" ter sido exibido no feriado do Memorial Day, que normalmente reduz em 20% a audiência da televisão norte-americana.

### Análises da crítica
"Esta é a maior realização da segunda temporada. Foi tudo retratado de forma tão épica como aqueles de nós que leram os livros imaginamos? Provavelmente não. Porém superou e muito minhas expectativas e deu-nos a história de uma esplêndida situação sem esperança contornada por um personagem que ninguém esperava ser o heroi. Esta é a obra prima de Tyrion."

— Matt Fowler
"Blackwater" foi muito elogiado pela crítica. Para James Poniewozik da revista TIME, foi "possivelmente a melhor hora de TV" do ano, um comentário ecoado por Brian Raftery da GQ. De acordo com Sean T. Collins da Rolling Stone, foi "o melhor episódio do programa até agora", e James Hibberd afirmou que era "a melhor sequência de batalha já produzida para a televisão", superando as minisséries Band of Brothers e The Pacific. Marshall comentou que a recepção da crítica e dos fãs foi "incrível ... nunca vi algo parecido para um episódio de TV". Alan Sepinwall, escrevendo para a HitFix, chamou  o episódio de "uma batalha épica, e uma hora intíma", complementando e afirmando que "o que fez 'Blackwater' tão impressionante não foi sua escala, foi seu foco". Ron Hogan do Den of Geek concordou com Sepinwall, escrevendo que "o maravilhoso deste episódio  é que, pelos primeiros 20–30 minutos, não há batalha. Há apenas tensão, e isso faz a batalha ainda mais eficiente". Para o The Daily Telegraph, Ed Cummings elogiou o episódio como "um enorme inferno, tão letal quanto lindo de assistir". E Matt Fowler da IGN disse que "Blackwater" foi sem dúvida nenhuma "um triunfo impressionante" e uma "obra prima". Vários críticos destacaram a escala épica da batalha e seu grande impacto emocional. De acordo com Todd VanDerWerff da The A.V. Club, mesmo tendo sido bem reduzida em relação a sua contraparte literária, a Batalha da Baía da Água Negra foi além do que qualquer outra coisa já tentada por outra série de televisão. Também foram destacadas e elogiadas a interpretação de Lena Headey como a cínica, bêbada e desesperada Cersei, e a representação que o episódio fez da guerra como sendo algo horrível e custoso, que foi interpretado como uma crítica aos "sistemas políticos que se perpetuam".
"Blackwater" foi indicado e venceu dois Primetime Emmy Awards em 2012. Peter Brown, Kira Roessler, Tim Hands, Paul Aulicino, Stephen P. Robinson, Vanessa Lapato, Brett Voss, James Moriana, Jeffrey Wilhoi e David Klotz venceram em Melhor Edição de Som para uma Série, enquanto Mathew Waters, Onnalee Blank, Ronan Hill e Mervyn Moore venceram na categoria de Melhor Mixagem de Som para uma Série de Comédia ou Drama (Uma Hora). Marshall e Martin também venceram o Prêmio Hugo de Melhor Apresentação Dramática, Forma Curta em 2013.